# Aleksandr Aniukow
Aleksandr Giennadjewicz Aniukow, ros. Александр Геннадьевич Анюков (ur. 28 września 1982 w Kujbyszewie) – piłkarz rosyjski grający na pozycji bocznego obrońcy.

## Kariera klubowa
Aniukow pochodzi z miasta Samara. Jako nastolatek uczęszczał do piłkarskiej szkółki w tym mieście, a po jej ukończeniu podjął treningi w Krylii Sowietow Samara. 14 października 2000 zadebiutował w jej barwach w rozgrywkach Premier Ligi w przegranym 0:1 meczu z Zenitem Petersburg, jednak przez pierwsze trzy sezony był tylko rezerwowym w tym klubie i wystąpił zaledwie w 9 spotkaniach, zdobywając 1 gola. W pierwszym składzie Krylii zaczął grywać w 2003 roku, a w 2004 roku zajął z nim 3. miejsce, najwyższe w historii występów zespołu w ekstraklasie Rosji, a on sam stał się jednym z czołowych obrońców ligi. W Krylii Aniukow spędził także pierwszą połowę 2005 roku.
Latem 2005 podpisał kontrakt z Zenitem Petersburg, do którego przeszedł za 3 miliony euro. W Zenicie Aniukow już na samym początku wywalczył sobie miejsce w podstawowym składzie, tworząc wówczas blok obronny z Czechem Pavlem Marešem, Norwegiem Erikiem Hagenem oraz Słowakiem Martinem Škrtelem. W 2005 roku zajął z tym klubem 6. miejsce w Premier Lidze, a w 2006 – 4., a sukcesem Zenitu był też awans do ćwierćfinału Pucharu UEFA. W sezonie 2007/08 wraz z Zenitem zwyciężył w rozgrywkach Pucharu UEFA, rozgrywając cały mecz w finałowym starciu przeciwko Rangers F.C.
29 sierpnia 2008 roku rozegrał całe spotkanie w meczu o Superpuchar Europy rozegranym w Monako, gdzie jego zespół Zenit pokonał Manchester United 2:1. W tym samym roku zdobył również Superpuchar Rosji pokonując w finale 2:1 Łokomotiw Moskwa.
Dzięki mistrzostwu Rosji wywalczonemu w sezonie 2007 udało mu się zadebiutować w rozgrywkach Ligi Mistrzów UEFA w sezonie 2008/09. W kolejnych latach Aniukow nie przestawał być podstawowym zawodnikiem Zenitu i do mistrzostwa Rosji dołożył zdobycie Pucharu Rosji w sezonie 2009/10. W kolejnych latach wygrywał jeszcze trzykrotnie ligę rosyjską (2010, 2011/12, 2014/15), tyle samo razy Superpuchar Rosji (2011, 2015, 2016), a także jeszcze raz Puchar Rosji (2015/16). W Lidze Mistrzów najlepszym osiągnięciem piłkarza pozostała 1/8 finału do której docierał aż trzykrotnie (2011/12, 2013/14, 2015/16).
Jest klubowym rekordzistą pod względem ilości występów w europejskich pucharach. Ma ich na koncie 96 (stan na 4 września 2017).

### Statystyki
Stan na 4 września 2017
| Sezon   | Klub                   | Kraj  | Rozgrywki               | Mecze | Bramki |
| ------- | ---------------------- | ----- | ----------------------- | ----- | ------ |
| 2000    | Krylja Sowietow Samara | Rosja | Priemjer-Liga           | 4     | 0      |
| 2001    | Krylja Sowietow Samara | Rosja | Priemjer-Liga           | 3     | 0      |
| 2002    | Krylja Sowietow Samara | Rosja | Priemjer-Liga           | 2     | 1      |
| 2003    | Krylja Sowietow Samara | Rosja | Priemjer-Liga           | 18    | 0      |
| 2004    | Krylja Sowietow Samara | Rosja | Priemjer-Liga           | 29    | 2      |
| 2005    | Krylja Sowietow Samara | Rosja | Priemjer-Liga           | 15    | 0      |
| 2005    | Zenit Petersburg       | Rosja | Priemjer-Liga           | 12    | 1      |
| 2006    | Zenit Petersburg       | Rosja | Priemjer-Liga           | 25    | 1      |
| 2007    | Zenit Petersburg       | Rosja | Priemjer-Liga           | 23    | 2      |
| 2008    | Zenit Petersburg       | Rosja | Priemjer-Liga           | 26    | 3      |
| 2009    | Zenit Petersburg       | Rosja | Priemjer-Liga           | 27    | 1      |
| 2010    | Zenit Petersburg       | Rosja | Priemjer-Liga           | 27    | 1      |
| 2011/12 | Zenit Petersburg       | Rosja | Priemjer-Liga           | 37    | 1      |
| 2012/13 | Zenit Petersburg       | Rosja | Priemjer-Liga           | 22    | 1      |
| 2013/14 | Zenit Petersburg       | Rosja | Priemjer-Liga           | 14    | 0      |
| 2014/15 | Zenit Petersburg       | Rosja | Priemjer-Liga           | 17    | 0      |
| 2015/16 | Zenit Petersburg       | Rosja | Priemjer-Liga           | 15    | 0      |
| 2016/17 | Zenit Petersburg       | Rosja | Priemjer-Liga           | 10    | 0      |
| 2017/18 | Zenit Petersburg       | Rosja | Priemjer-Liga           | 1     | 0      |
|         |                        |       | Łącznie w Premier Lidze | 327   | 11     |

## Kariera reprezentacyjna
W reprezentacji Rosji Aniukow zadebiutował 25 maja 2004 w zremisowanym 0:0 towarzyskim spotkaniu z Austrią. W tym samym roku znalazł się w kadrze Rosji na Euro 2004. Na boiskach Portugalii wystąpił jedynie w spotkaniu z Grecją, wygranym 2:1 i otrzymał w nim żółtą kartkę za faul. W roku 2008 Aniukow kolejny raz pojechał na Mistrzostwa Europy. Był to dla niego życiowy turniej, bowiem reprezentacja Rosji doszła w nim aż do półfinału, a 26-letni wówczas obrońca wystąpił we wszystkich 5 spotkaniach.
26 maja 2012 roku został powołany do 23 osobowej kadry na Euro 2012. Podczas swojego trzeciego turnieju o Mistrzostwo Europy, rozegrał wszystkie 3 mecze grupowe, jednak jego reprezentacji nie udało się awansować do kolejnej fazy turnieju. Jak na razie po raz ostatni w narodowych barwach wystąpił 14 sierpnia 2013 roku w towarzyskim spotkaniu przeciwko Irlandii Północnej.

### Bramki w reprezentacji
| #  | Data           | Miejsce                                | Przeciwnik | Bramka | Rezultat | Rozgrywki  |
| -- | -------------- | -------------------------------------- | ---------- | ------ | -------- | ---------- |
| 1. | 8 czerwca 2005 | Borussia-Park, Mönchengladbach, Niemcy | Niemcy     | 0:1    | 2:2      | Towarzyski |